# Jody February
Jody Jason February (Città del Capo, 12 maggio 1996) è un calciatore sudafricano, portiere del M. Sundowns.

## Carriera

### Club
Ha giocato con varie squadre della massima serie sudafricana.

### Nazionale
È stato convocato per le Olimpiadi del 2016, dove non è sceso in campo. Con la nazionale Under-23 ha giocato 4 partite partite nella Coppa delle nazioni africane di categoria, e ha collezionato una sola presenza nella nazionale maggiore.

## Palmarès

### Club

#### Competizioni nazionali
- Campionato sudafricano: 2

Mamelodi Sundowns: 2023-2024, 2024-2025